# Cantón de Calenzana
El cantón de Calenzana era una división administrativa francesa que estaba situada en el departamento de Alta Córcega y la región de Córcega.

## Composición
El cantón estaba formado por seis comunas:
- Calenzana
- Galéria
- Manso
- Moncale
- Montegrosso
- Zilia

## Supresión del cantón de Calenzana
En aplicación del Decreto nº 2014-255 de 26 de febrero de 2014, el cantón de Calenzana fue suprimido el 22 de marzo de 2015 y sus 6 comunas pasaron a formar parte del nuevo cantón de Calvi.